# سفارة دولة فلسطين لدى بوليفيا
سفارة دولة فلسطين لدى بوليفيا هي الممثلية الدبلوماسية العُليا لدولة فلسطين لدى بوليفيا. تقع السفارة التي تأسست عام 2018 في العاصمة البوليفية لاباز.

## السفراء
- وليد إبراهيم المؤقت: سفير غير مقيم.

- محمود حمودي علي العلواني: بين 24 يونيو 2018 و 16 أغسطس 2025.[2] يُعد أول سفير مقيم.